# 바이트호펜안데어입스

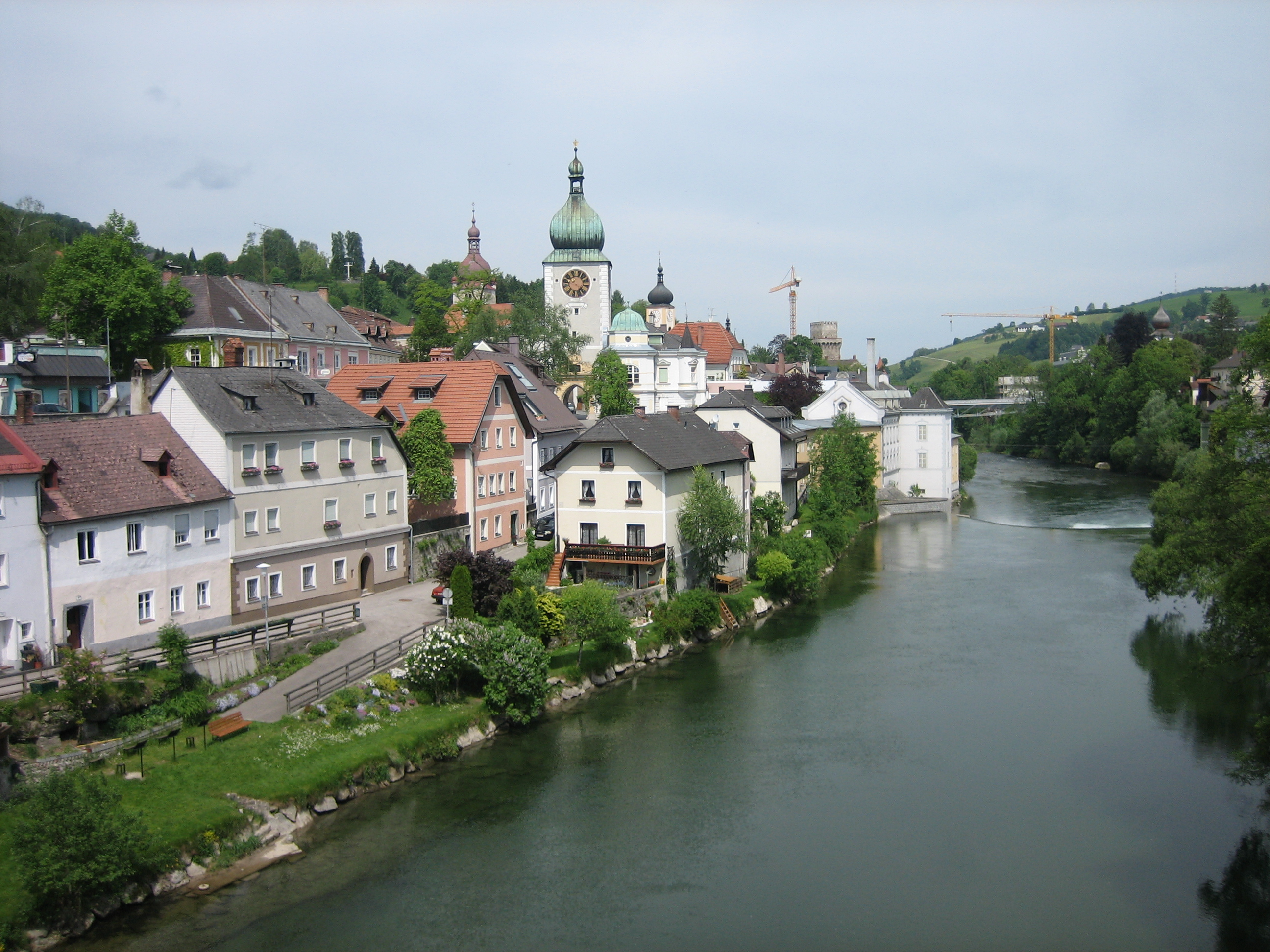
바이트호펜안데어입스

바이트호펜안데어입스(독일어: Waidhofen an der Ybbs)는 오스트리아 니더외스터라이히주에 위치한 헌장 도시로, 면적은 131.52km2, 높이는 356m, 인구는 11,452명(2012년 기준), 인구 밀도는 87명/km2이다. 1186년 문헌에 처음 등장했으며 입스 강과 접한다.

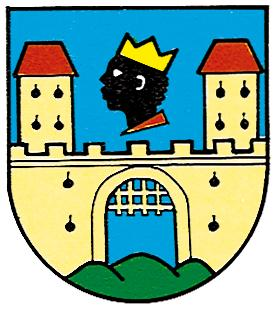
시 문장

## 자매 도시
- 독일 Tuttlingen (1956)
- 독일 프라이징 (1986)
- 독일 Laatzen (1986)